# Patriarkens höst
Patriarkens höst (El otoño del patriarca) är en diktatorsroman av Gabriel García Márquez som utspelar sig i ett obestämt karibiskt land och skildrar en namnlös tyrann som blir omkring 200 år gammal. García Márquez påbörjade romanen 1968 och arbetade på den till 1975, när den utgavs i Spanien. Den är inspirerad av flera verkliga diktatorer som Juan Vicente Gómez, Gustavo Rojas Pinilla och Francisco Franco.
Romanen är uppdelad i sex långa och förtätade textblock som huvudsakligen skildrar diktatorns liv utifrån hans eget medvetande, men utan tydlig kronologi eller konventionellt framskridande handling. Huvudpersonen personifierar både en diktator som person och diktaturen som tillstånd. García Márquez har själv beskrivit romanen som ”ett poem om maktens ensamhet”.